# Ранч Чокори
| Ранч Чокори      |                                      |
|                  |                                      |
| Власник:         | Породица Бранковац                   |
| Основано:        |                                      |
| Седиште:         | Чокoри, · Бања Лука Република Српска |
| Веб презентација | Ранч Чокори                          |
| Контакт:         | +387 65 34 43 61                     |

Ранч Чокори je туристичко место које се налази у селу Чокори, око 10 км западно од центра Бања Луке, Република Српска, БиХ. Ранч је познато излетиште Бањалучана. Налази се на адреси Чокори бб. У власништву је породице Бранковац.

## О ранчу
Ранч Чокори је место где се организују разне прославе, рођендани, крштења, пословна окупљања и друго, где гости уживају у природи. Од 2013. године је пуштена у функцију затворена сала са кухињом, као и собе за ноћење од 2014. године.
Ранч Чокори поседује:
- затворену салу и наткривену терасу
- дечију кућу
- кухињу у сали за прославе
- терен за рекреацију
- дњчије игралиште (љуљачке, тобоган, клацкалице итд.)
- комфорне собе за ноћење, величине 26м2, са купатилима и балконима
- бицикле за издавање
- стони тенис

## У близини Ранча Чокори
У непосредној близини Ранча Чокори налази се манастир Бранковац 1.200, и коњички клуб 700 метара.

## Споаљашње везе
- Ranč Čokori, idealno mjesto za odmor
- Pogled na Banjaluku
- Izlet u Banjaluci – najljepša mjesta za odmor u prirodi
- Ранч Чокори
- RANČ ČOKORI